# Kamienica Szlachecka (gromada)
Kamienica Szlachecka – dawna gromada, czyli najmniejsza jednostka podziału terytorialnego Polskiej Rzeczypospolitej Ludowej w latach 1954–1972.
Gromady, z gromadzkimi radami narodowymi (GRN) jako organami władzy najniższego stopnia na wsi, funkcjonowały od reformy reorganizującej administrację wiejską przeprowadzonej jesienią 1954 do momentu ich zniesienia z dniem 1 stycznia 1973, tym samym wypierając organizację gminną w latach 1954–1972.
Gromadę Kamienica Szlachecka z siedzibą GRN w Kamienicy Szlacheckiej utworzono – jako jedną z 8759 gromad na obszarze Polski – w powiecie kartuskim w woj. gdańskim na mocy uchwały nr 17/III/54 WRN w Gdańsku z dnia 5 października 1954. W skład jednostki weszły obszary dotychczasowych gromad Borucino, Kamienica Szlachecka i Nowa Wieś Kartuska ze zniesionej gminy Kamienica Szlachecka w tymże powiecie. Dla gromady ustalono 20 członków gromadzkiej rady narodowej.
1 stycznia 1962 do gromady Kamienica Szlachecka włączono obszar zniesionej gromady Borzestowo oraz miejscowości Łosienice, Ostrowie Kamienickie i Nowe Łosienice ze zniesionej gromady Mściszewice w tymże powiecie.
Gromada przetrwała do końca 1972 roku, czyli do kolejnej reformy gminnej.